# NGC 4518B
NGC 4518B (другие обозначения — MCG 1-32-94, ZWG 42.149, VCC 1480, PGC 41666) — галактика в созвездии Дева.
Этот объект не входит в число перечисленных в оригинальной редакции «Нового общего каталога» и был добавлен позднее.